# Gerhard Plankensteiner
Gerhard Plankensteiner (Vipiteno, 8 de abril de 1971) es un deportista italiano que compitió en luge en la modalidad doble. Está casado con la deportista alemana Susi Erdmann.
Participó en cinco Juegos Olímpicos de Invierno, entre los años 1992 y 2010, obteniendo una medalla de bronce en Turín 2006, en la prueba doble (junto con Oswald Haselrieder), el sexto lugar en Nagano 1998 y el séptimo en Salt Lake City 2002.
Ganó seis medallas en el Campeonato Mundial de Luge entre los años 1989 y 2009, y seis medallas en el Campeonato Europeo de Luge entre los años 1996 y 2008.

## Palmarés internacional
| Juegos Olímpicos   | Juegos Olímpicos             | Juegos Olímpicos  | Juegos Olímpicos |
| Año                | Lugar                        | Medalla           | Prueba           |
| ------------------ | ---------------------------- | ----------------- | ---------------- |
| 2006               | Turín (Italia)               | Medalla de bronce | Doble            |
| Campeonato Mundial |                              |                   |                  |
| Año                | Lugar                        | Medalla           | Prueba           |
| 1989               | Winterberg (RFA)             | Medalla de oro    | Equipo           |
| 1991               | Winterberg (Alemania)        | Medalla de bronce | Equipo           |
| 1996               | Altenberg (Alemania)         | Medalla de bronce | Doble            |
| 1996               | Altenberg (Alemania)         | Medalla de bronce | Equipo           |
| 1997               | Igls (Austria)               | Medalla de bronce | Equipo           |
| 2009               | Lake Placid (Estados Unidos) | Medalla de oro    | Doble            |
| Campeonato Europeo |                              |                   |                  |
| Año                | Lugar                        | Medalla           | Prueba           |
| 1996               | Sigulda (Letonia)            | Medalla de plata  | Doble            |
| 1996               | Sigulda (Letonia)            | Medalla de bronce | Equipo           |
| 2000               | Winterberg (Alemania)        | Medalla de bronce | Equipo           |
| 2002               | Altenberg (Alemania)         | Medalla de bronce | Doble            |
| 2008               | Cesana (Italia)              | Medalla de bronce | Doble            |
| 2008               | Cesana (Italia)              | Medalla de bronce | Equipo           |